# أولف آس
أولف آس (بالنرويجية البوكمول: Ulf Aas)‏ هو مصمم طوابع البريد ورسام توضيحي نرويجي، ولد في 14 سبتمبر 1919، وتوفي في 16 ديسمبر 2011.